# Александр Пабла
Александр Пабла (нар. 5 серпня 1994, Київ; більш відомий під сценічним псевдонімом Pabl.A) —  хіп-хоп виконавець українського походження, музичний продюсер, меценат.

## Біографія
Александр Пабла закінчив Кловський ліцей № 77 у місті Києві. В шкільні роки займався тхеквондо, отримав чорний пояс 1 дан (спортивний розряд кандидата в майстри спорту). Тоді ж зацікавився музикою, а саме напрямком хіп-хоп. В 12 років записав першу пісню. У 2009 році створив гурт.
У 2012 році переїхав до Москви. У тому ж році вступив до МДІМВ (Московський державний інститут міжнародних відносин), факультет міжнародного права. Розпочав кар'єру як сольний виконавець під псевдонімом Pabl.A. Параллельно продюсував інших виконавців.
В листопаді 2014 року потрапив у ДТП у Києві. В результаті аварії позбувся обох гомілок і надалі почав пересуватися на протезах. Причиною аварії були погані погодні умови і несправність автомобіля. З 2014 по 2016 рік перебував на реабілітації.

### Кар'єра
У 2015 році записав дебютний EP (мініальбом) «Мой город», який складався з 4 треків. Альбом був випущений в 2017 році.
Pabl.A в 2016 році відкрив у Києві студію звукозапису «Sound Loft» і заснував лейбл «Street Dreams».
У 2016 році повернувся до Москви.
У червні 2017 року був випущений сингл «Я не помню» та однойменний кліп, зйомки якого проходили у двох містах — Києві та Москві.
У 2017 році Pabl.A випустив другий мініальбом «360°», який складався з 6 треків.
У жовтні 2017 року вийшов кліп під назвою «Космос/Феникс», в якому було використано два треки з мініальбому «360°».
У лютому 2018 року вийшов сингл «Каждый день».
Pabl.A також брав участь в шоу «Пісні» на ТНТ, коли хіп-хоп виконавець пройшов всі етапи та шоу-проект дійшов до етапу реаліті-шоу, виконавець покинув його.
У листопаді 2018 року підписав контракт з музичним лейблом Black Star Inc.. Тоді ж вийшов сингл «Белый Молодой».
У січні 2019 року випущений сингл «FACE TIME», разом з кліпом.
У лютому 2019 вийшов сингл «7 дорог», разом з кліпом. Сингл знаходився 2 тижні у топ чарті Apple Music.
У травні 2019 року Pabl.A випустив мініальбом «Мой город 2.0». В тому ж місяці став обличчям рекламної кампанії бренда Picnic.
У листопаді 2019 року розірвав контракт з Black Star Inc. та створив власний лейбл 044/495. В той же час вийшов перший сингл поза лейблом під назвою «ILLUSIA».
У січні 2020 року Pabl.A випускає максі-сингл «Socionic Icon», який знаходився 4 тижні у топ чарті Apple Music.
У лютому 2020 року випускає максі-сингл «Peso».
30 березня 2020 року вийшов сингл «Bellucci», який з'явився на 12 радіостанціях 5 країн.
У листопаді 2020 року Pabl.A випустив альбом під назвою «ИЗ ВАРЯГ В ГРЕКИ».
У червні 2021 року вийшов EP «NIGHT VISION».
1 березня 2022 року під час початку повномасштабної війни Pabl.A випустив сингл «ОТЕЦ, ПОСЛУШАЙ, ПРОШУ…».
У 2023 року Pabl.A заснував творче об'єднання 044К, яке націлене на допомогу талановитим музикантам самореалізуватися.
1 серпня 2024 року Pabl.A випустив синг під назвою «SAINT».
11 листопада 2024 року Pabl.A випустив максі-сингл «MOONLIGHT» у музичному жанрі Melodic Techno.

## Особисте життя
Pabl.A мав стосунки з учасницею реаліті-шоу «Дом-2» Анастасією Кіушкіною. Згодом пара розійшлася.
У лютому 2020 року модель Катерина Мілевська опублікувала у себе в блозі спільне фото з Pabl.A. Фанати артиста запідозрили, що у Pabl.A з'явилася нова обраниця, оскільки вони так само були не раз помічені на публічних заходах разом. Як стверджують джерела, через деякий час пара розійшлася.
Наразі артист намагається не афішувати своє особисте життя.

## Цікаві факти
- У серпні 2019 фотограф з Сургута подав до суду на 5 000 000  рублів на лейбл Black Star через використання його фотографії обкладинкою для синглу «FaceTime».[19]
- 20 жовтня 2019 року машина Pabl.A потрапила під обстріл на заході Москви. Александр в момент нападу перебував за кермом власного автомобіля, з ним також була дівчина. Імовірно стріляли з травматичної зброї — ніхто не постраждав.
- 1 вересня 2020 року біля четвертої ранку в Монако на віллу артиста увірвалися грабіжники. Двері в кімнату Pabl.A були зачинені зсередини, тому зловмисники не потрапили в кімнату артиста. Охороні не вдалося затримати грабіжників.[15]

## Дискографія

### Альбоми
2020 — «ИЗ ВАРЯГ В ГРЕКИ»

### Міні-альбоми (EP)
- 2017 — «Мой город»
- 2017 — «360°»
- 2019 — «Мой город 2.0»
- 2021 — «NIGHT VI$ION»

### Сингли
- 2017 — «Добро пожаловать»
- 2017 — «Тут и там»
- 2017 — «Я не помню»
- 2017 — «Феникс»
- 2018 — «Роулим»
- 2018 — «Каждый день»
- 2018 — «Будем летать»
- 2018 — «Белый молодой»
- 2018 — «Над облаками» (Тимати feat. Мот, Егор Крид, Pabl.A, Скруджи, Наzима)
- 2018 — «Зад» (feat. Скруджи)
- 2019 — «FaceTime»
- 2019 — «7 дорог»
- 2019 — «Девочка-космос»
- 2019 — «Джунгли» (feat. Дана Соколова)
- 2019 — «Быть как я» (feat. Наzима)
- 2019 — «ТВ»
- 2019 — «Луна»
- 2019 — «За мечтой» (feat. Teejay)
- 2019 — «DVIGAI»
- 2019 — «illusia»
- 2019 — «Химия»
- 2020 — «Socionic Icon» — максі-сингл із двох пісень
- 2020 — «PÈ$O» — максі-сингл із двох пісень
- 2020 — «Bellucci»
- 2020 — «Мотыльки» (feat. Настя Кудри)
- 2020 — «Show»
- 2022 — «ОТЕЦ, ПОСЛУШАЙ, ПРОШУ…»
- 2024 —  «SAINT» (feat. Мезза)
- 2024 —  «MOONLIGHT» — максі-сингл із двох пісень

### Відеокліпи
| Год  | Кліп                        | Режисер               | Альбоми/Міні-альбоми |
| 2017 | Я не помню                  | Олександр Добровський | 360                  |
| 2017 | Феникс/Космос               | Олександр Добровський | 360                  |
| 2018 | Белый молодой               | Олександр Романов     |                      |
| 2019 | FaceTime                    | Олександр Добровський |                      |
| 2019 | 7 дорог (feat. Anton Blame) | Олексій Боченін       |                      |
| 2019 | ТВ/Луна                     | Тимур Римбаєв         | Мой город 2.0        |
| 2020 | Bellucci                    | Олександр Добровський | ИЗ ВАРЯГ В ГРЕКИ     |
| 2021 | ОСА                         | Эльдар Гараев         | ИЗ ВАРЯГ В ГРЕКИ     |